# Michel Chion
Michel Chion (Creil, 16 gennaio 1947) è un critico cinematografico, compositore e regista francese.

## Biografia
Michel Chion è nato nel 1947 a Creil in Francia. Dopo studi letterari all'università di Paris-Nanterre e musicali al Conservatoires de Versailles et Paris, inizia a lavorare nel 1970 accanto a Pierre Schaeffer all'ORTF (organizzazione francese della televisione e della radio). In questo periodo mette a punto una personale e creativa tecnica di utilizzo del registratore ("impeded scroll", "pencil") che, sia collegato che non con un computer, resta il suo strumento preferito. Dal '71 al '76, è membro del Groupe de recherches musicales del Service de la Recherche, ed è responsabile dei programmi radio e delle pubblicazioni del Gruppo. Dal 1981 al 1986 fa parte della redazione dei Cahiers du cinéma. A partire dal 1993 è professore associato all'università Paris III. Nel 2012 ha iniziato una nuova serie di opere musicali e film (tra cui una fiction di lungometraggi) destinati ad unirsi ai suoi lavori precedenti in modo da formare un'unica opera chiamata Boustrophédon, che dovrebbe avere una durata totale di 24 ore ed essere pronta intorno al 2020. La vita umana sarà celebrata nella sua dimensione terrena di gesta non eroiche e apparentemente contraddittorie, nel flusso e riflusso della sua dinamicità e dei suoi scoppi, una "non-discontinuità" fatta di rovinose cadute e decolli imperiosi.

## Teorico del cinema
Ha scritto circa 25 saggi, la metà dei quali dedicati al suono (sia in ambito musicale che in quello cinematografico/multimediale). Nel 1995 il Syndicat français de la Critique ha premiato il saggio La Musique au Cinéma come "Miglior Libro di Cinema" dell'anno. In vari saggi pubblicati tra il 1981 e il 1994, Chion ha coniato diversi neologismi (acusma, suono on the air, supercampo) sono presto diventati d'uso comune negli studi sul cinema.
Chion ha inoltre dedicato importanti saggi a registi particolarmente attenti alla dimensione "audiovisuale" del cinema: David Lynch, Stanley Kubrick, Jacques Tati).
Il punto di partenza della teoria di Chion è il concetto di oggetto sonoro, elaborato originariamente dal suo maestro Pierre Schaeffer. Questa particolare concezione del suono lo spinge a preferire il rumore quale elemento di partenza della sua analisi: da qui il suo interesse per registi come Jacques Tati e David Lynch.

## Compositore
Chion è un importante esponente della musica concreta. Ha composto un numero considerevole di suite concrete, opere musicali e colonne sonore:
- Le Prisonnier du Son, 1972
- Tu, 1977
- Diktat, 1979
- La Tentation de saint Antoine, d'après Flaubert, 1984
- L'Isle sonante, 1998
- On n'arrête pas le regret, 1975
- La Ronde, 1982
- Vingt-quatre Préludes à la vie, 1990
- Dix études de musique concrète, 1988
- Variations, 1989
- Crayonnés ferroviaires, 1992
- Dix-sept minutes, 2000
- Requiem, 1973 (Grand Prix du Disque de l'Académie du Disque Français nel 1978)
- Credo Mambo, 1992
- Gloria, 1994
- Missa obscura, 2000
- La messe de terre, 2003

Lionel Marchetti ha pubblicato un saggio sulla sua opera musicale La musique concrète de Michel Chion (éd. Metamkine, 1997).

## Riconoscimenti
- 1985 – Festival international du court métrage de Clermont-Ferrand
  - Grand Prix Compétition nationale a Eponine

## Opere (selezione)
- Michel Chion, La voix au cinéma, Cahiérs du Cinéma, Editions de l'Etoile, Paris, 1981. [trad.it. La voce nel cinema, Pratiche, Parma, 1991.]
- Michel Chion, Les musiques électroacustiques, P.U.F. "Que Sais-Je", Paris, 1982 (con Guy Reibel)
- Michel Chion, Guide des Objets sonores, INA-Buchet-Chastel, Paris, 1983
- Michel Chion, Le son au cinema, Cahiérs du Cinéma, Editions de l'Etoile, Paris, 1985
- Michel Chion, La toile trouee, Cahiérs du Cinéma, Editions de l'Etoile, Paris, 1985
- Michel Chion, L'audiovision, Nathan, Paris, 1994. [trad. it. L'audiovisione, Lindau, Torino, 1997]
- Michel Chion, La Musique au Cinéma, Fayard, Paris, 1995
- Michel Chion, David Lynch, Lindau, Torino, 1995
- Michel Chion, Musica, media e tecnologia, Il Saggiatore-Flammarion, Milano, Parigi, 1996
- Michel Chion, Un'odissea del cinema. 2001 di Kubrick, Lindau, Torino, 2000 (pubblicato in italiano e francese, inedito in francese)
- Michel Chion, L'arte dei suoni fissati o la musica concretamente. Con CD Audio, Edizioni Interculturali, 2004
- Michel Chion, Écrire un scénario, Cahiers du Cinema et INA, 2007